# Startanlage (Wassersport)

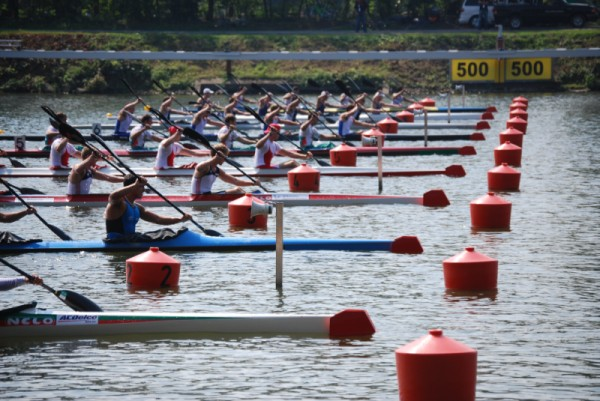
K4 der Herren vor dem Startsignal

K4 der Herren unmittelbar nach dem Startsignal

Eine Startanlage ist eine Vorrichtung für sportliche Wettbewerbe, in denen es auf eine exakte Ausrichtung und den gleichzeitigen Start der Wettkämpfer ankommt. 
Dazu werden die Wettkämpfer durch eine Sperre zurückgehalten, bis ein Starter das Startsignal gibt. 
Im Kanu- und Rudersport dient eine automatische Startanlage als Startvorrichtung der Boote. Dabei ist es das Ziel, dass alle Boote exakt zur gleichen Zeit starten können und Fehlstarts verhindert werden können. 
Die Boote fahren dazu vor dem Start in einen so genannten Startschuh ein, der bei erteiltem Startsignal durch ein mechanisch-pneumatisches System etwa einen Meter tief in das Wasser abtaucht, sodass alle Boote freie Fahrt haben. Der Startschuh besteht aus einem weichen Kunststoff und bewirkt ein Zurückhalten des Bootes, sollte dieses vor dem Startsignal losfahren.
Bei einer Regatta im Kanurennsport werden neun Module dieser Anlage nebeneinander auf den neun Bahnen platziert. Diese können vom Startturm, welcher auf einer Linie mit den Modulen liegt, gesteuert werden. Beim Rudersport werden lediglich sechs Module verwendet, welche aber etwas breiter sind.
Weltweit gibt es drei Hersteller solcher Anlagen. Vor der Einführung automatischer Startanlagen war es üblich, dass die Boote von Starthelfern auf Pontons festgehalten und in einer Linie ausgerichtet wurde, was ungenau und personal- und zeitaufwändig war.